# Acari (oraș)
Acari  (aparținând RN) este un oraș în Brazilia.